# 宜振
宜振（约1810年代—1881年），字诜伯、子诜，号绳斋、春宇，杨佳氏，内务府汉军镶黄旗人（属内务府镶黄旗汉姓满洲旗人）。清朝官员，进士出身。历任江苏学政、诸部侍郎，武会、会试副考官。籍奉天辽阳（又说铁岭）。

## 生平
道光十九年（1839）己亥顺天乡试科举人，二十五年乙巳科二甲进士。后来散馆授编修。咸丰十一年（1861）十月九日由内阁学士迁礼部左侍郎，同治三年四月任工部右侍郎，兼属吏部左侍郎；同治三年七月至五年二月（1864-1866）外放江苏学政，兼工部、礼部右侍郎，同治五年二月因病解学政职；十年，属仓场侍郎；十一年回任工部右侍郎，管錢法堂事，兼属正藍旗護軍統領。同治十二年，任恭辦普祥峪定东陵工程（咸丰帝孝贞显皇后即慈安太后的陵寝）承修大臣。赏头品顶戴。光緒元年，奉旨查验應行急修工程。光绪二年，奉旨督办明孝陵大碑樓修缮工程。光緒三年，任武會試副考官，奉旨督办清西陵之慕東陵寶城修缮工程。光緒四年，兼属刑部左侍郎。光绪五年（1879）正月调户部右侍郎，兼管錢法堂事務；同年兼署吏部右侍郎。光绪七年四月病免，卒，恤典如例（载《清實錄光緒朝實錄》）。
在京创立“绚秋诗社”（前身“结青吟社”，著称京师），诗友有正蓝旗汉军胡俊章（胡俊章师从宜振，两人系亲戚，曾在工部共事）、鑲白旗满洲索綽羅氏麟魁、镶白旗宗室盛昱、镶黄旗满洲裕瑚鲁氏奭良（祖父承齡）等。视学江苏期间，发现与提拔有学之才，包括京口驻防镶白旗蒙古、同治十三年甲戌进士延清。著有《宾月轩试律》二卷（光绪十七年（1891）丹阳束氏刊刻）、《蝶喜齋試律》。
曾藏有康熙年间僧人画家上睿的设色山水大帧（据李玉棻《甌鉢羅室書畫過目攷》）、高鳳翰的《菊石》立幀（上有高鳳翰左腕書題七絕一首）、《迁乔图》立帧（款署“莲”）。宜振家里的对联多由其门生丹徒赵曾望（字绍庭，时有“江南才子”之称）手写（据赵曾望《江南赵氏楹联丛话》）。
在京师的寓所名“蜨园”（蝶园）。家族世称内务府“钟杨家”，宅邸在北京旧鼓楼大街马家厂（今前马厂胡同、后马厂胡同），“户舍连云”。

## 家庭
- 始祖楊有先（c.1600s-?），从龙入关。“楊有先，鑲黄旗包衣旗鼓人，世居瀋陽地方，來歸年分無考。其子楊偉原任司庫，曾孫楊大成原任筆帖式”（据《八旗滿洲氏族通譜》卷76）。
- 世祖楊威（又楊偉）（c.1630s-?），内务府司库。
- 太高祖楊環（c.1660s-?）。
- 高祖杨作新（c.1690s-?），总管内务府钱粮衙门员外郎、内务府郎中、乾隆十五年（1750）河东盐政[4]；曾任内务府正白旗包衣第四㕘領第二旗鼓佐領（系康熙三十四年编立，其前任有唐英 (清朝督陶官)、䕶军㕘领曹宜）、内务府镶黄旗包衣第五参领第五旗鼓佐领（係康熙三十四年（1695）編立），卒于任上（据《钦定八旗通志》）；曾负责雍和宮工程處，参与乾隆朝观象台天文仪器的监造（据《钦定仪象考成》）；雍正十三年（1735），以内务府员外郎诰授奉政大夫。原配妻唐氏（诰赠宜人）、继妻梅氏（诰封宜人）、二继管氏（杨作新与夫人的诰封圣旨原件，现藏甘肃山丹县博物馆，原由路易·艾黎（Rewi Alley）收藏）。
- 曾祖父永清（字逸席、逸庵，c.1720s-?），官内务府广储司司库，著有《碧梧书屋诗草》。原配妻胡氏，继妻陈氏。
- 祖父寶年（c.1750s-?），内务府郎中。胞兄彭年、堯年。
  - 祖伯父彭年，内务府郎中兼驍騎參領，道光五年至六年张家口监督、八年至十年江宁織造；十四年（1834 年）至十六年粵海關监督，与继任豫堃（又豫坤，胞叔内务府镶黄旗汉军进士敏惪）前后主修《粤海关志》三十卷（道光刊本，载《续修四库全书提要》）；奉宸苑卿、總管內務府大臣。
- 父鍾靈（字秀峰，c.1780s-?），道光十年（1830）两淮盐政、長蘆鹽政、武備院卿。母張氏。
  - 胞伯鍾祥 (嘉慶進士)（字蘊和，号云亭，1782-1849），嘉庆戊辰科联捷进士、闽浙总督。其子德振、錫振，均候补内务府主事。
  - 堂叔鍾裕（又鍾格，字惇甫，号問齋，1803-1855；父彭年），道光己丑科二甲進士，道光二十年貴州學政、浙江嘉興府知府（咸丰元年至五年）；为《遵义府志》（总48卷，道光二十一年（1841年）刊本）作序。原配妻张氏（父張清和）；继妻趙氏（父正蓝旗汉军鍾耀，堂兄道光三年癸未科三甲進士達綸，祖父乾隆庚寅科舉人、陝西延榆綏兵備道趙洵，属清末東三省總督趙爾巽家族）。胞兄鍾佑。
- 胞兄福振（字少峰），候選同知，誥授奉直大夫。妻劉氏。女楊佳氏，嫁內務府鑲黃旗滿洲、同治戊辰科進士完顏氏嵩申（女一完顏氏，嫁正白旗滿洲喜塔臘氏熙徵（父直隶总督裕祿，胞叔光緒丙子恩科進士裕德）；女二完顏氏，嫁正藍旗蒙古巴魯特氏崇彝（著有《道咸以來朝野雜記》，父鍾濂，祖父道光六年進士柏葰）。子完顏志賢，孙女完顏氏嫁肅忠親王善耆第十一子憲原）。养子崇光（字仲蟾；生父宜振）。
- 堂弟继振（字彦起、幼云、又云，号又翁、莲公，别号燕南學人、二泉山人，1832-1897；父道光己丑科二甲進士鍾裕），官广东盐运同知、浙江乍浦同知，工花鸟，富收藏，“有书数十万卷，不独金石古泉也”（徐珂《清稗类钞》），家藏有数种《红楼梦》版本，其中以道光九年(1829)前人收藏的稿本（又称脂稿本）、《乾隆抄本百二十回红楼梦稿》最为珍贵，被红学家称之为“杨藏本”（编辑《红楼梦》后四十回的乾隆六十年（1795年）乙卯恩科进士高鹗隶内务府镶黄旗包衣第五参领第五旗鼓佐领下，继振的高祖杨作新曾担任此佐领）；著有《百尺梧桐阁诗选》、《五湖烟艇集》、《星风堂诗集》；藏书印章有“继振”、“幼云”、“又云考藏”、“继振秘玩”、“江南第一风流公子”等自称（载《天咫偶聞》卷4）。继振娶内务府正白旗满洲（属内务府正白旗蒙古姓满洲旗人）、总管内务府大臣师曾胞妹塞克图氏（曾祖父诺敏(乾隆进士)）。继振女儿杨佳氏，嫁正蓝旗宗室德昌（父馬蘭鎮總兵兼管內務府大臣慶錫，胞叔二等侍衛班領慶賢（其孙光绪十八年(1892)壬辰科進士長紹），祖父两广总督耆英）。
- 妻索綽絡氏（c.1810s-?）。其父內務府正白旗滿洲、嘉慶十九年（1814年）甲戌科進士奎照（1790-1843），嫡母佟佳氏（父内务府镶黄旗汉军、內務府員外郎兼佐領昌儀，祖父总管内务府大臣伊齡阿）；祖父乾隆癸丑科進士英和；胞叔嘉慶辛未科三甲進士奎耀（1791-？），妻高佳氏（父镶黄旗满洲、陜甘總督高杞，祖父总管内务府大臣高恆 (清朝)，曾祖大学士文定公高斌；堂祖伯大学士高晋，堂祖姑母高佳氏与正蓝旗汉军进士胡氏吉惠 (道光进士)、胡俊章家族联姻）。
- 子崇恩（字伯鴻，别号蝯道人）。
- 子崇光（字仲蟾，别号蟾道人；养父胞叔福振），曾与镶白旗蒙古进士延清、内务府正白旗汉军进士杜氏延茂等人组织“七曲诗社”，相互酬唱；参校正蓝旗汉军进士胡俊章辑《春明诗课汇选》。妻王氏。孙女杨氏，嫁內務府正白旗滿洲輝發那拉氏隆圻（父同治癸酉科舉人、四川鹽茶道延煜，胞叔光緒壬辰科進士延燮，姑母輝發那拉氏嫁光緒二十一年(1895)乙未科進士、正藍旗宗室寶銘，祖父咸豐壬子恩科進士文彬；祖姑母輝發那拉氏，嫁内务府正白旗汉军尚氏延惇（胞兄道光十八年（1838）戊戌进士延恒，胞侄女尚氏系正蓝旗汉军进士胡俊章儿媳)）。孙儿斌全（字韬菴、星階)，志全，敬全（殤）。
- 女楊佳氏，嫁镶红旗满洲、云南顺宁府（治所在今云南凤庆县）知府费莫氏琦璘（字淑敏，1874-1911）（据崇彝《道咸以来朝野杂记》），当属小说家文康家族。琦璘有政声，在当地倡导种茶，创立中学堂；后遇辛亥兵变，中枪殉难，《清史稿·忠义传》卷496有传；民国时期顺宁县长张问德撰写《前顺宁府琦公璘殉难记》；今人在凤庆县建有茶神殿，纪念琦璘对茶业的贡献，每年清明前后开茶时节，时有茶人前往朝拜。